# Kazimierz Rossowski
Kazimierz Rossowski (ur. 29 lutego 1896 w Tarnopolu, zm. 1940 w ZSRR) – polski prawnik, działacz społeczny i samorządowy, w latach 1935–1939 prezydent Borysławia.

## Życiorys
Urodził się 29 lutego 1896 roku w Tarnopolu jako najmłodsze z sześciorga dzieci Michała i Amelii z Jasińskich. Maturę zdał 13 czerwca 1914 r. w Cesarsko-Królewskim Gimnazjum im. Arcyksiężnej Elżbiety w Samborze, po czym zapisał się na studia prawnicze na Uniwersytecie Lwowskim, z powodu wybuchu I wojny światowej nie mógł jednak kontynuować studiów.
W 1915 roku trafił do armii austriackiej, a z nią na front. W 1916 roku został ranny i był leczony w szpitalu w Döbling we Wiedniu. W tym samym roku wrócił do wojska. Po zakończeniu wojny zamieszkał w Borysławiu i znów podjął studia prawnicze. W związku z wybuchem wojny polsko-bolszewickiej ponownie musiał przerwać naukę. W wojnie wziął udział początkowo jako dowódca plutonu, później kompanii piechoty.
Za udział w akcji pod Słonimem został odznaczony Krzyżem Walecznych. We wniosku odznaczeniowym znajdujemy dokładny opis akcji: W drugiej połowie lipca 1920 r. znajdował się III/18 p. p. jako odwód 4tej Dyw. p. w Słonimie. 11/18 komp. pod dowództwem por. Kazimierza Rossowskiego znajdowała się na wschodnim brzegu rzeki Szczary. Popołudniu rozpoczęli bolszewicy energiczne natarcie na przyczółek mostowy Słonim, tak, że szwadronem jazdy wtargnęli między 11/18 p. p., a 37 p. p., który przyczółek obsadzał. Sytuacja zdawała się groźną. Szwadron jazdy bolszewickiej zagrażał tyłom 37 p. p. zbliżając się do mostu. Wtedy por. Rossowski rozpoczął słabą swą kompanią natarcie na ów szwadron, który po krótkiej, ale zaciętej walce został zmuszony do odwrotu. Dzięki temu udało się 37 p. p. wycofać się bez większych strat za Szczarę. Zachowaniem się swoim wykazał por. Rossowski Kazimierz niezwykłą odwagę i męstwo osobiste oraz niecodziennie zdarzające się poświęcenie. Na odznaczenie jako pełen zapału i idei oficer, w zupełności zasługuje.
Po zakończeniu działań wojennych wrócił do Borysławia i po raz kolejny podjął studia. Po ich ukończeniu dostał pracę w Galicyjskim Karpackim Naftowym Towarzystwie Akcyjnym, w którym pracował do 1928 roku. W tym roku został mianowany komisarzem gminy Mraźnica, a w 1931 roku komisarzem tzw. Wielkiego Borysławia, czyli miasta powstałego z przyłączenia okolicznych gmin: Bani Kotowskiej, Hubicz, Mraźnicy, Tustanowic i Wolanki. Po wyborach samorządowych w 1934 roku został wybrany na prezydenta Borysławia. Za jego prezydentury w mieście położono chodniki, zaczęto budowę miejskiej kanalizacji oraz wybudowano żłobek, stadion i lotnisko.

## Aresztowanie i śmierć
22 października 1939 roku, podczas wyborów do Zgromadzenia Ludowego Zachodniej Ukrainy, został aresztowany przez NKWD. Początkowo był przetrzymywany w areszcie w Drohobyczu, później został przeniesiony do więzienia w Kijowie. Jego nazwisko znalazło się na tzw. Ukraińskiej Liście Katyńskiej opublikowanej w 1994. Ofiary tej części zbrodni katyńskiej zostały pochowane na otwartym w 2012 Polskim Cmentarzu Wojennym w Kijowie-Bykowni.

## Życie prywatne
26 lipca 1930 roku w Dobromilu poślubił Marię Bogdanowicz, córkę Piotra i Olgi z Jaworowskich. W 1935 r. przyszła na świat ich jedyna córka Katarzyna.